# Man on the Moon (film 1999)
Man on the Moon è un film del 1999 diretto da Miloš Forman. La pellicola racconta la vita e le performance artistiche del comico statunitense Andy Kaufman, interpretato da Jim Carrey.

## Trama
Andy Kaufman, attore comico statunitense proveniente dal cabaret, conosce il successo grazie all'incontro col produttore George Shapiro, che lo fa debuttare in televisione nella sitcom Taxi.
Personaggio eccentrico e fuori da ogni schema, Kaufman è solito spiazzare il pubblico nei modi più diversi, improvvisando liti sul palco o davanti alle telecamere, mischiando finzione e realtà e soprattutto dando vita a un bizzoso alter ego, l'irascibile cantante Tony Clifton. Coadiuvato dall'amico e coautore Bob Zmuda, Kaufman stravolge il concetto di spettacolo arrivando a proporre esibizioni ai limiti del surrealismo, fino a quando un giorno scopre di essere gravemente malato.

## Titolo
Il titolo del film fa riferimento a Neil Armstrong, che nel 1969 mise piede sulla Luna e prende spunto dall'omonima canzone dei R.E.M., del 1992, ma anche in memoria di Kaufman e contenuta nell'album Automatic for the People. Per la colonna sonora del film la band ha composto anche un brano originale intitolato The Great Beyond.

## Cast
- Per la parte di Andy Kaufman furono contattati, tra gli altri, John Cusack, Kevin Spacey, Nicolas Cage, Hank Azaria ed Edward Norton. Quest'ultimo fu scartato dalla produzione benché approvato dal regista Miloš Forman.
- Molti membri del cast di Taxi appaiono nei panni di loro stessi: tra questi, Christopher Lloyd, Marilu Henner, Judd Hirsch e Carol Kane. Assente Tony Danza, in quanto all'epoca delle riprese era impegnato a Broadway con la commedia di Arthur Miller A View from the Bridge.
- Danny DeVito era nel cast della serie Taxi nel ruolo di Louie De Palma. In Man on the Moon, De Vito non interpreta se stesso.
- Lo showman David Letterman, autore di un cameo nella parte di se stesso, ha rifiutato di essere truccato in modo da apparire più giovane.
- Il personaggio di Jerry Lawler è stato interpretato da lui stesso.
- Il telecronista che commentava gli incontri tra Andy e Jerry era Jim Ross, e anch'egli recita nel film nella parte di se stesso.
- La bambina-attrice che ha il ruolo di Carol Kaufman (la sorella di Andy) è la nipote vera di Andy, Brittany Colonna.
- La ex moglie di Jim Carrey, Melissa Womer, ha una piccola parte nel film come cameriera nel Comedy Store nella scena finale del film; è accreditata come Melissa Carrey.
- Patton Oswalt appare in un piccolo ruolo.
- George Shapiro, produttore e agente di Kaufman, interpretato nel film da DeVito, interpreta brevemente il ruolo di Mr. Basserman, proprietario del locale dove Andy si esibisce all'inizio del film.

## Produzione
Le riprese del film si svolsero dal 27 luglio al 24 novembre 1998 tra Los Angeles, New York e Baguio.
Bob Zmuda ha ricreato apposta per il film il trucco usato anni prima da Kaufman e da lui per impersonare Tony Clifton. Lo stesso Zmuda appare nel ruolo di Jack Burns, produttore ABC che ha un litigio con l'attore durante una puntata di Fridays.
In una scena del film Man on the Moon, Carrey sputa sul viso di Jerry Lawler. Durante le riprese però il lottatore non gradì questo gesto, sebbene previsto dal copione, e aggredì realmente Carrey.
Lynne Margulies, la storica compagna di Kaufman ha fatto da direttore artistico nel film.
Nel novembre 2017 è stato reso disponibile su Netflix il documentario making of del film Jim & Andy: The Great Beyond - Featuring a Very Special, Contractually Obligated Mention of Tony Clifton.

## Distribuzione
Il film è stato distribuito nelle sale statunitensi il 22 dicembre 1999, mentre in quelle italiane il 24 marzo 2000.

## Accoglienza
Nel sito web di aggregazione di recensioni Rotten Tomatoes, il film ha un punteggio di approvazione del 64% basato su 122 recensioni, con un punteggio medio di 6,2/10. Metacritic, un altro aggregatore di recensioni, ha assegnato al film un punteggio medio ponderato di 58 su 100, basato su 34 critiche, che indica "recensioni generalmente favorevoli".
Alla sua uscita nelle sale, il film fu criticato da alcuni per come degli eventi importanti accaduti nella vista di Kaufman erano stati lasciati fuori dalla storia. Max Allan Collins scrisse che il regista non ha capito Kaufman, e che il film "non rende giustizia al genio di Kaufman, che aveva una completa conoscenza intellettuale di ciò che stava facendo e l'istinto di uno showman su come intrattenere il pubblico." In maniera significativa, tra i detrattori del film ci fu il padre di Kaufman, Stanley, che era dispiaciuto di quanto poco dei primi anni di vita di Andy (prima del mondo dello spettacolo) e degli inizi della carriera fossero stati ritratti.
Sam Simon, sceneggiatore della quinta stagione di Taxi, dichiarò nel 2013 a Marc Maron nel podcast WTF with Marc Maron che il ritratto di Andy nella sitcom dato nel film è "completamente fittizio" e che invece Kaufman era "completamente professionale" sul set ed aveva detto a tutti che "Tony Clifton era lui in realtà". Simon inoltre disse che le fonti da cui provenivano principalmente i resoconti di queste storie erano Bob Zmuda e "un po' di stampa e pubblicità", ma ammise che Kaufman avrebbe "amato" la versione degli eventi di Zmuda.
Roger Ebert, assegnando al film un giudizio di tre stellette e mezzo su quattro, scrisse sul Chicago Sun Times: "La cosa più meravigliosa di Man on the Moon, un ottimo film, è che rimane fedele alla visione ostinata di Kaufman. Oh, rallegra un po' le cose [...] Ma essenzialmente rimane fedele alla sua persona: un ragazzo che ti metterebbe alla prova, ti ingannerebbe, ti mentirebbe, ti ingannerebbe e metterebbe in scena elaborati inganni, simulazioni e bufale".
Man on the Moon concluse una serie di film con Jim Carrey che ebbero molto successo nei fine settimana di apertura, incassando appena 47 milioni di dollari a fronte di un budget di $52 milioni. Sebbene il film abbia ricevuto recensioni contrastanti da parte della critica, quasi tutti furono concordi nel lodare l'interpretazione di Andy Kaufman da parte di Carrey. Jim Carrey vinse un Golden Globe per la sua performance, e il film ricevette una candidatura nella categoria Best Musical or Comedy.

## Riconoscimenti
- 2000 – Festival di Berlino
  - Orso d'argento per il miglior regista
- 2000 – Golden Globe
  - Miglior attore in un film commedia o musicale a Jim Carrey
  - Candidatura Miglior film commedia o musicale
- 2000 – Screen Actors Guild Award
  - Candidatura Miglior attore protagonista a Jim Carrey